# Доктрина Ульбріхта

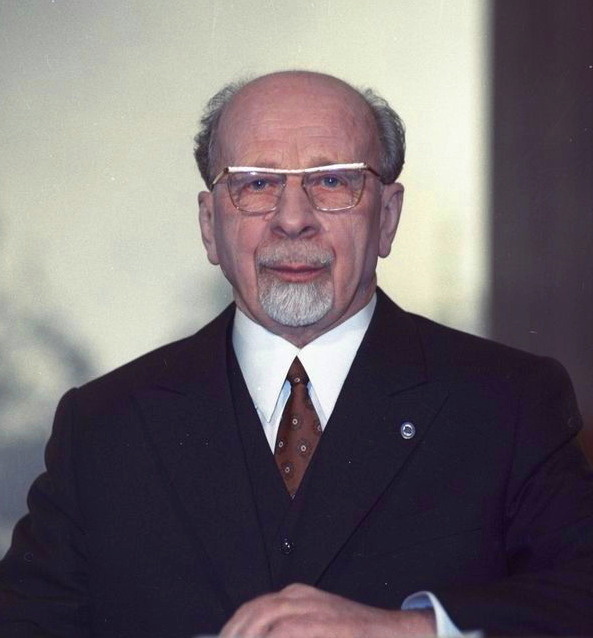
Вальтер Ульбріхт

Доктрина Ульбріхта — доктрина, яка передбачала, що нормальні дипломатичні стосунки між Східною та Західною Німеччиною можуть існувати тільки тоді, коли обидві держави повністю визнають суверенітет одна одної. Ця доктрина суперечила доктрині Гальштейна, західнонімецького політика, який вважав Західну Німеччину єдиною легітимною німецькою державою. Була названа на честь лідера Східної Німеччини Вальтера Ульбріхта.
Інші комуністичні держави, такі як Чехословаччина, Польща, Угорщина та Болгарія, підтримали позицію Східної Німеччини та не збиралися нормалізовувати відносини з Західною Німеччиною до того часу, поки вона не визнає суверенітет Східної Німеччини.
У кінцевому результаті, Західна Німеччина відмовилася від своєї доктрини Гальштейна та прийняла Ostpolitik. У грудні 1972 року був укладений Основний договір між Східною та Західною Німеччиною, який офіційно підтвердив, що обидві німецькі держави є незалежними та суверенними суб'єктами. Цей договір дозволив встановити дипломатичні відносини між державами та дав їм змогу стати повноправними членами Організації Об'єднаних Націй.